# Hrabstwo Claiborne (Missisipi)
Hrabstwo Claiborne (ang. Claiborne County) – hrabstwo w stanie Missisipi w Stanach Zjednoczonych. Obszar całkowity hrabstwa obejmuje powierzchnię 501,36 mil² (1298,52 km²). Według szacunków United States Census Bureau w roku 2009 miało 10 755 mieszkańców.
Hrabstwo powstało w 1802 roku.

## Miejscowości
- Port Gibson[4]

| Populacja hrabstwa w poprzednich latach | Populacja hrabstwa w poprzednich latach |
| Rok                                     | Liczba ludności                         |
| --------------------------------------- | --------------------------------------- |
| 1980                                    | 12 355                                  |
| 1990                                    | 11 370                                  |
| 2000                                    | 11 831                                  |
| 2005                                    | 11 492                                  |